# Dutch Lions de Dayton
Maillots
Dernière mise à jour : 5 juin 2013.
Le Dutch Lions de Dayton est un club américain de soccer, basé à Beavercreek dans l'Ohio. Fondé en 2009,  il fait partie depuis 2011 des clubs présents en USL Pro, 3e division américaine dans la Structure pyramidale des ligues de soccer aux États-Unis, après s'être promu de National Premier Soccer League en fin d'année 2010.
Le club est présidé depuis sa création par le néerlandais Erik Tammer et entrainé par Patrick Bal.

## Histoire
L'équipe est soutenue par le club néerlandais du championnat d'Eredivisie, le FC Twente, et est la propriété d'Erik Tammer et de Mike Mossel. Tammer est un ancien joueur professionnel qui a joué pour des clubs comme Heerenveen et le Sparta Rotterdam, alors que Mossel jouait en Europe pour le RBC Roosendaal et Turnhout et en USL pour les Cincinnati Riverhawks à la suite de l'obtention de son diplôme à l'université Xavier.
Le club joue sa première rencontre le 8 mai 2010 avec un résultat nul de 3-3 contre les Kings de Cincinnati. Le premier but de l'équipe est inscrit par Eddie Hertsenberg.
Le 8 juillet 2010, les Lions annoncent qu'ils vont intégrer la seconde division d'USL pour la saison 2011 tout en ajoutant une branche féminine au club qui entre en W-League. Lors de son annonce, le copropriétaire Mike Mossel déclare « La promotion en USL-2 et le développement d'un club de W-League n'était qu'une question de temps. Pour être les meilleurs, on doit commencer à jouer parmi les clubs des échelons supérieurs. On veut s'établit et je crois que l'on a fait suffisamment dans notre première saison en PDL. Mais, le plus important, c'est que notre décision a été prise avec notre Premier Academy à l'esprit ». Avec la fusion de la première division et seconde division d'USL s'est formée l'USL Pro en 2011 et les Dutch Lions sont annoncés comme équipe fondatrice.
En Coupe des États-Unis, les Lions atteignent les quarts de finale lors de l'édition 2012 après avoir défait le Columbus Crew, franchise de Major League Soccer, sur le score de 2 à 1 au troisième tour puis les Michigan Bucks dans le temps additionnel du quatrième tour. Ils sont finalement éliminés par le Sporting Kansas City (3–0) qui finira champion.
En 2013, les Lions sont éliminés au troisième tour de la compétition par les Columbus Crew sur le même score que lors de la précédente édition.

### Partenariats internationaux
Le 17 janvier 2011, les Dutch Lions signent un contrat de cinq ans avec les champions d'Eredivisie du FC Twente afin d'encourager le développement des joueurs, des équipes de jeunes et éventuellement faciliter les prêts et transferts de joueurs entre les deux équipes.

## Supporters
Les principaux supporters des Dutch Lions sont l'Oranje Legion.

## Stade
- Miami Valley South Stadium, Bellbrook, Ohio (2010-2012)
- Beavercreek High School Stadium, Beavercreek, Ohio (2013-)

Le club joue ses matchs à domicile au Beavercreek Stadium, sur le campus de la Beavercreek High School, dans les environs de Beavercreek, en Ohio. Les couleurs de l'équipe sont le orange, le blanc et le bleu.

## Joueurs et encadrement

### Joueurs emblématiques
- Bas Ent
- Geert den Ouden
- Oscar Moens
- Joe Tait
- Hans van de Haar

### Entraîneurs
- Sonny Silooy (2010)[6],[7]
- Ivar van Dinteren (2011–2012)
- Patrick Bal (2013–)

## Bilan

### Saison par saison
| Année | Ligue   | Rang | J  | G | N  | P  | BP | BC | Diff | Pts | Playoffs | US Open Cup |
| ----- | ------- | ---- | -- | - | -- | -- | -- | -- | ---- | --- | -------- | ----------- |
| 2010  | PDL     | 3    | 16 | 8 | 5  | 3  | 32 | 20 | 12   | 29  | —        | 1T          |
| 2011  | USL Pro | 12   | 24 | 2 | 6  | 16 | 21 | 54 | -33  | 12  | —        | 1T          |
| 2012  | USL Pro | 9    | 24 | 4 | 10 | 10 | 20 | 29 | -9   | 22  | —        | QF          |
| 2013  | USL Pro | 7    | 8  | 4 | 2  | 2  | 12 | 12 | 0    | 14  | —        | 3T          |
| 2014  | USL Pro |      |    |   |    |    |    |    |      |     | —        | 3T          |

Au 5 juin 2013

Rang = Rang en USL Pro; J = Matchs joués; G = Gagné; N = Nul; P = Perdu; BP = Buts pour; BC = Buts contre; Diff = Différence de buts; Pts = Points; Playoffs = USL Pro Playoffs; Open Cup = Lamar Hunt US Open Cup
 
— = N'a pas participé; 1T = 1er tour; 2T = 2e tour; 3T = 3e tour; 4T = 4e tour; QF = Quarts de finale; DF = Demi-finale; F = Finale.

### Affluence moyenne
Les affluences sont calculées à l'aide des données fournies par le club lors de ses rencontres à domicile.
- 2010: 1 724, 6e affluence de PDL
- 2011: 560, seuls 9 affluences ont été prises en compte par manque de données.